# 吉村優
吉村 優（よしむら ゆう、1985年8月7日 - ）は、日本のフリーアナウンサー。元秋田放送の女性アナウンサー。「吉」の正確な表記は「」（「土」の下に「口」、つちよし）である。

## 経歴
京都府の出身で、血液型はO型、身長158センチメートル。3姉妹の次女である。
同志社女子大学現代社会学部を卒業し、アナウンススクール「セイアカデミー」の局アナ受験対策コースに在籍した。
大学在籍中にプリンセス関西2007に参加し、グランプリとなった青山郁代と親しい。2008年に京都きもの特使と今宮戎神社の福娘を務めた。NHK大津放送局の『おうみ発610』でニュースキャスターとリポーターを担当した。
大学卒業後の2009年に、秋田放送へ清家康広とともに入社し、2012年12月31日に退職した。
2013年からフリーアナウンサーとして活動し、2016年3月までキャスト・プラスに所属して4月からセント・フォースへ移籍した。
2015年11月2日に、日本フードアナリスト協会主催「第6回食のなでしこコンテスト」で準グランプリを受賞する。グランプリは原アンナであった。
2021年1月4日、自身のTwitterで既婚であること・第1子を出産したことを公表した。

## 担当番組

### フリー転向後
- TBSニュースバード：キャスター（2013年4月 - 2016年3月）
- Abema News（ ABEMA ）：キャスター[9]

### 秋田放送

#### ラジオ
- ごくじょうラジオ （2009年6月 - 2012年3月、月曜担当・2011年1月より金曜も担当）
- あべ十全のケイタイ川柳道場
- すこたまFACTORY HYPER
- 桂三若の大好き秋田の海（2011年夏期限定）
- 吉村優のすき!好き!スキーNOW（2010年度・2011年度冬季限定）
- あさ採りワイド秋田便（2012年4月 - 12月、月・火曜日担当）
- さきがけニュース（主に週末の午後）

#### テレビ
- ABS news every.（2010年3月29日 - 2012年3月30日、ヤンマー天気情報担当、2012年度からは土曜日のローカル担当の時もある）
- ふしぎのトビラ（TBCテレビ制作、秋田県担当レポーター）
- エビス堂☆金（2012年4月6日 - 12月28日）
- さきがけABSニュース（主に週末の夕方・夜）
- NNNストレイトニュースの秋田担当（主に週末）

### その他
- ごくじょうチャンネル